# زیردریایی بریلو
زیردریایی بریلو (به انگلیسی: Italian submarine Berillo) یک زیردریایی بود که طول آن ۶۰٫۱۸ متر (۱۹۷ فوت ۵٫۳ اینچ) بود. این زیردریایی در سال ۱۹۳۶ ساخته شد.